# 科伊纳号护航驱逐舰
科伊纳号护航驱逐舰（英語：USS Koiner，舷号：DE-331），是美国海军于第二次世界大战期间建造的一艘埃德索尔级护航驱逐舰，其舰名取自在瓜达尔卡纳尔海战中阵亡的亚特兰大号轻巡洋舰军官詹姆斯·杜瓦尔·科伊纳（James Duval Koiner）中尉。
该舰由中尉的母亲冠名，于1943年7月26日在德克萨斯州奥兰治联合钢铁厂铺设龙骨，随后于9月5日下水。12月27日，科伊纳号正式服役，交由小查尔斯·斯特林·贾德森（Charles Sterling Judson Jr.）少校指挥。

## 设计与装备
埃德索尔级护航驱逐舰的设计与巴克利级护航驱逐舰类似，均采用长船体并建有较高的舰桥。该级护航驱逐舰配备3英寸（76毫米）50倍径单装主炮，后续曾计划更换为5英寸（127毫米）38倍径主炮，但最终没有实际执行。该级护航驱逐舰由4台费尔班克斯-莫尔斯38D8-1/8-10内燃机提供动力，总功率最高可达6000匹马力，最高航速21节。其燃料舱可携带312吨重油，在12节航速下航程可达11000海里。此外，该级舰船还配备有较完善的侦查搜索系统，包括SL或SU水面雷达、SA对空雷达、QC声呐系统以及用于监听潜艇无线电的HF/DF天线。

## 服役历史
在百慕大完成试航调整后，1944年2月28日，科伊纳号离开南卡罗来纳州查尔斯顿，启程前往威廉斯塔德开展护航任务，此后的6个月内，她先后护送4批船团跨越大西洋前往北非和那不勒斯。9月20日，科伊纳号被调至英国航线继续执行护航任务，此后直至1945年5月1日，他共护送5批船团驶抵英国港口。德国投降后，科伊纳号开始为太平洋战区服役做准备。
6月25日，科伊纳号驶抵珍珠港，之后一段时间，她与潜艇部队及科雷吉多岛号护航航空母舰一同开展了训练和演习。8月4日，科伊纳号离开珍珠港向西航行，日本投降后，她继续驻留远东海域，执行护航、巡逻等任务。1946年4月1日，科伊纳号离开香港，经印度洋和地中海，最终于5月30日驶抵查尔斯顿。10月4日，科伊纳号在格林科夫斯普林斯退役并加入美国海军预备舰队。
1951年6月20日至1954年5月14日，科伊纳号被租借至美国海岸警卫队服役，期间她主要驻留西雅图海域。1955年8月26日，被改造为雷达哨戒驱逐舰DER-331的科伊纳号重归现役，她随后加入太平洋方向的防空预警系统，正式开启其在美国海军的第二段服役生涯。1956年至1965年，科伊纳号一直在华盛顿州和加利福尼亚州指定海域执行雷达哨戒任务。1965年7月1日，科伊纳号的母港变更为关岛，其任务区域也随之变为西太平洋。8月6日，她启程前往越南执行监视任务，配合其他船只阻断北越渗透部队的海上补给线，任务期间，她还访问了香港、曼谷、马尼拉、高雄等城市。
1968年9月23日，科伊纳号自美国海军退役并除籍，随后于次年9月3日被出售拆解。

## 荣誉
科伊纳号服役期间所获荣誉如下：
|                           |             |  |
|                           |             |  |
|                           | Bronze star |  |
| Silver star · Bronze star |             |  |

| 美国战役奖章                 |                                |                        |
| 亚太战役奖章                 | 欧洲-非洲-中东战役奖章         | 第二次世界大战胜利奖章 |
| 海军占领服役奖章             | 国防部服役奖章 （1枚战斗之星） | 韩国服役奖章           |
| 越南服役奖章 （6枚战斗之星） | 联合国韩国服役奖章             | 越南战役奖章           |

## 历任舰长
| 姓名       | 译名                     | 军衔             | 所属军种       | 任职时间                   |
| ---------- | ------------------------ | ---------------- | -------------- | -------------------------- |
|            | 小查尔斯·斯特林·贾德森   | 少校             | 美国海军预备役 | 1943年12月27日             |
|            | 杰克·M·奥尔特豪斯        | 上尉（升任少校） | 美国海军预备役 | 1945年5月21日              |
|            | 威廉·F·麦丘              | 上尉             | 美国海军       | 1946年6月5日-1946年10月4日 |
|            | 弗兰克·文森特·赫尔默     | 中校             | 美国海岸警卫队 | 1951年6月20日              |
|            | 威廉·弗里兰·雷三世       | 少校             | 美国海岸警卫队 | 1952年12月-1954年5月14日   |
|            | 弗恩·威拉德·特雷西       | 少校             | 美国海军       | 1955年8月26日              |
|            | 艾伯特·弗兰西斯·舒密尔   | 上尉             | 美国海军       | 1957年8月21日              |
|            | 弗恩·威拉德·特雷西       | 少校             | 美国海军       | 1957年9月2日               |
|            | 托马斯·弗莱彻·乌特加德   | 少校             | 美国海军       | 1958年                     |
|            | 詹姆斯·托马斯·博文       | 少校             | 美国海军       | 1959年11月30日             |
|            | 小威廉·贝克              | 少校             | 美国海军       | 1961年3月3日               |
|            | 唐纳德·李·斯蒂芬森       | 少校             | 美国海军       | 1962年8月14日              |
|            | 朱利安·克利夫兰·帕特里克 | 少校             | 美国海军       | 1964年1月31日              |
|            | 埃迪·弗雷德里克·贝斯特   | 少校             | 美国海军       | 1965年7月5日               |
|            | 约翰·威廉·塞勒斯         | 少校             | 美国海军       | 1967年2月4日-1968年9月21日 |
| 参考文献： |                          |                  |                |                            |